# Heksametafosforan sodu
Heksametafosforan sodu – nieorganiczny związek chemiczny, sól kwasu metafosforowego i sodu. Wykorzystywany jako środek zmiękczający wodę w wielu gałęziach przemysłu (np. włókienniczym, skórzanym, szklarskim, ceramicznym, barwnikarskim), jak również w środkach piorących i detergentach.